# Melioratyvne
Melioratyvne (en ukrainien : Меліоративне) ou Meliorativnoïe (en russe : Мелиоративное) est une commune urbaine de l'oblast de Dnipropetrovsk, en Ukraine. Sa population s'élevait à 4 284 habitants en 2013.

## Géographie
Melioratyvne est arrosée par la rivière Samara, un affluent du Dniepr. Elle est située à 11 km à l'est de Novomoskovsk, à 33 km au nord-est de Dnipro, à 403 km au sud-est de Kiev.

## Histoire
Fondé en 1969 dans le cadre du projet de construction du canal Dniepr-Donbass, Melioratyvne a le statut de commune urbaine depuis 1975.

## Population
Recensements (*) ou estimations de la population :
| 1979* | 1989* | 2001* | 2009  |
| ----- | ----- | ----- | ----- |
| 4 300 | 5 158 | 4 519 | 4 348 |

| 2010  | 2011  | 2012  | 2013  |
| ----- | ----- | ----- | ----- |
| 4 320 | 4 286 | 4 296 | 4 284 |